# Ковалец, Надежда Ивановна
Надежда Ивановна Ковалец (бел. Надзея Іванаўна Кавалец; 20 мая 1927 — 1 февраля 2020) — советский работник народного образования, учительница Большемалешевской средней школы Столинского района Брестской области Белорусской ССР. Герой Социалистического Труда. (1978).

## Биография

### Ранняя биография
Родилась 20 мая 1927 года в деревне Хильчицы Рычёвского сельсовета Туровского района Мозырского округа Белорусской ССР, ныне в составе того же сельсовета Житковичского района Гомельской области Белоруссии. Из бедной крестьянской семьи. Белоруска.
Рано осталась без отца Ивана Алексеевича Белки (Белко), председателя хильчицкого колхоза «Новый шлях», арестованного по доносу в январе 1938 году и расстрелянного в июле того же года. В 1941 году окончила местную семилетнюю школу.

### В Великую Отечественную войну
С началом Великой Отечественной войны вместе с семьёй осталась на захваченной нацистской Германией территории Туровского (с 1962 года — Житковичского) района. В период оккупации (август 1941 — июль 1944) работала в родительском хозяйстве, стойко перенося все тяготы войны. В ходе двух карательных операций в мае 1943 и марте 1944 годов деревня Хильчицы (в 1940 году — 132 двора, 585 жителей) была полностью разграблена и сожжена оккупантами, которые загубили 6 мирных жителей.
После освобождения района от немецких захватчиков юная Надежда принимала участие в восстановлении местного колхоза, разрушенного в войну. В родной деревне не осталось ни одного дома, не было ни коров, ни лошадей, а выжившие сельчане ютились в землянках. Все работы в колхозе проводились вручную, в первые уборочную и посевную кампании в 1944—1945 годах люди пахали на себе, в их числе Надежда Белко трудилась не покладая рук, чтобы восстановить хозяйство.
Стремилась получить среднее образование, продолжила учёбу в Туровской десятилетней школе.
Окончила школу и в 1947 году поступила в Пинский учительский институт. По его окончании в 1949 году была направлена учительницей в город Давид-Городок Брестской области. В 1950 году была переведена учителем русского языка и литературы в Большемалешевскую среднюю школу.

### Трудовой подвиг
С целью повышения своего образования, в 1961 году Надежда Ивановна поступила на заочное отделение Брестского педагогического института им. А. С. Пушкина (ныне Брестский государственный университет).
За заслуги в воспитательно-педагогической деятельности, обеспечивающей получение обучающимися и воспитанниками глубоких знаний, развитие и совершенствование ими творческого потенциала, за успехи в деле коммунистического воспитания молодёжи и за активное участие в общественной жизни она была удостоена звания «Заслуженный учитель школы Белорусской ССР».
Указом Президиума Верховного Совета СССР от 27 июня 1978 года за большие заслуги в деле обучения и коммунистического воспитания учащихся Ковалец Надежде Ивановне присвоено звание Героя Социалистического Труда с вручением ордена Ленина и золотой медали «Серп и Молот».
В 1978 году, будучи делегатом Всесоюзного съезда учителей, Ковалец Надежда Ивановна получила в Кремле золотую звезду Героя Социалистического Труда, став одним из немногих в Белорусской ССР педагогов, удостоенных этой награды. Своим учительским опытом заслуженный педагог делилась с коллегами в своей республике, а также в Москве, Калининграде, Ташкенте. Она выступала перед космонавтами в Звездном городке.
В дальнейшем работала заместителем директора школы по учебно-воспитательной работе.
Занималась общественной деятельностью, была депутатом Брестского областного Совета депутатов трудящихся. В 1987 году вышла на пенсию.
Умерла 1 февраля 2020 года. Была похоронена на кладбище агрогородка Большое Малешево.

## Заслуги
- За заслуги в педагогическом труде и воспитании учащихся в 1976 году была награждена орденом Трудового Красного Знамени.
- Была удостоена званий «Заслуженный учитель Белоруской ССР» (1973) и «Отличник народного образования БССР».
- Решением Столинского районного Совета депутатов в 2009 году Надежде Ивановне было присвоено звание «Почетный гражданин Столинского района» (за многолетние трудовые заслуги и большой личный вклад в сферу образования).

## Память
- Имя Н. И. Ковалец присвоено средней школе в агрогородке Большое Малешево Столинского района Брестской области Беларуси[5].